# وصفي الأتاسي
وصفي بك بن محمد نجيب أفندي الأتاسي (1888 ـ 1933) هو سياسي سوري، كان واحدًا من الأتاسيين الثلاثة الذين شاركوا في الحكم العربي الأول في سوريا مع ابني عمه هاشم الأتاسي وعمر الأتاسي. شارك في وضع أول دستور سوري.
درس وصفي الأتاسي الحقوق في إسطنبول وعمل في وظائف الدولة العثمانية العليا. كان داعماً لثورة الشريف حسين بن علي عام 1916 وبعد نجاحها عينه الأمير فيصل متصرفاً على مدينة حمص قبل انتخابه نائباً عن المدينة للمجلس الوطني السوري (أول برلمان). في سنة 1920 ساهم الأتاسي في صياغة أول دستور ملكي لسوريا وبايع فيصل الأول ملكاً على البلاد.
شارك الأتاسي في الثورة السورية الكبرى سنة 1925، في أعقاب سقوط العهد الفيصلي ودخول القوات الفرنسية، فاعتُقل ونُفي إلى سجن أرواد. كان آخر عمل سياسي قام به هو المشاركة بتأسيس الكتلة الوطنية مع الرئيس هاشم الأتاسي عام 1928.

## وفاته
توفي وصفي الأتاسي سنة 1932 عن عمر يناهز الثانية والخمسين.